# Пропластида

Основні типи пластид та шляхи їх диференціації

Пропластиди — це тип пластиди з порівняно простою внутрішньою будовою, що мають здатність розвиватись в інші типи пластид та знаходяться у клітинах зародка та меристемах дорослої рослини. Як і всі представники цього класу органел пропластиди мають власну кільцеву ДНК, білоксинтезуючий апарат, зовні обмежені двома мембранами, при чому внутрішня з них не утворює вигнів. У пропластидах відсутній хлорофіл і більша частина ферментів, необхідних для фотосинтезу. 
Під час поділу та диференціації клітин зародка або твірної тканини пропластиди можуть перетворюватись у різні типи пластид. Цей процес регулюється ядерними геномом і залежить від типу тканини, що утворюється: наприклад у клітинах епідермісу з пропластид утворюються недорозвинуті непігментовані лейкопласти, а у клітинах мезофілу — великі зелені хлоропласти.
Перетворення пропластид у хлоропласти у покритонасінних та деяких голонсанних відбувається тільки під впливом світла. При цьому частина необхідних білків синтезується всередині самої органели, а частина транспортується із цитозолю, також розвивається внутрішня система мембран, відбувається накопичення світлочутливих пігментів.
Оскільки насіння здебільшого проростає у ґрунті, де на нього не потрапляє світло, то хлоропласти починають з'являтись тільки після того, як молодий пагінець вийде на поверхню. Якщо вирощувати насіння в темряві, то пропластиди диференціюють у етіопласти, що мають недорозвинуту напівкристалічну систему внутрішніх мембран, яка складається із так званих проламелярних тілець. Замість хлорофілу етіопласти містять жовто-зелений пігмент попередник протохлорофіл. Проте навіть кількох хвилин стимуляції світлом достатньо для того, щоб етіопласти почав диференціюватись у хлоропласт.